# Abdelkrim Bahloul
Pour les articles homonymes, voir Bahloul.
 (octobre 2013).
Abdelkrim Bahloul, né le 25 octobre 1950 à Saida, est un réalisateur, scénariste et comédien franco-algérien.

## Biographie
Abdelkrim Bahloul étudie au Conservatoire national d'art dramatique d'Alger de 1968 à 1971, puis au Conservatoire national supérieur d'art dramatique de Paris en 1976-77.
En 1973, il obtient une maîtrise en lettres modernes à l'université Sorbonne-Nouvelle-Paris-III.
Il suit des études de cinéma à l'IDHEC (1972-1975).
Il a été opérateur de prises de vues, puis assistant-réalisateur à TF1 de 1976 à 1983.

## Filmographie partielle

### Comme réalisateur

#### Longs métrages
- 1984 : Le Thé à la menthe
- 1992 : Un vampire au paradis
- 1996 : Les Sœurs Hamlet
- 1997 : La Nuit du destin
- 2004 : Le Soleil assassiné
- 2009 : Le Voyage à Alger
- 2019 : Jennia

#### Courts métrages
- 1975 : La Cellule
- 1978 : La Cible
- 2000 : Le Loupiot
- 2011 : Un amour sur la pointe des pieds

#### Comme scénariste long métrage cinéma
- 1992 : Cheb de Rachid Bouchareb (Prix Perspectives du cinéma français à Cannes)
- 2006 : Dix millions de centimes de Bachir Derraïs
- 2022 : Ben M'hidi de Bachir Derraïs

### Comme acteur

#### Au cinéma
- 2000 : Yamakasi de Julien Seri et Ariel Zeitoun
- 2001 : L’Autre Monde de Merzak Allouache
- 2002 : Le Porteur de cartable de Caroline Huppert
- 2006 : Babor D'Zaïr de Merzak Allouache
- 2010 : Sables noirs de Julien Seri
- 2011 : L'Assaut de Julien Leclercq
- 2013 : Wolf de Jim Taihuttu
- 2013 : Lily Rose de Bruno Ballouard
- 2014 : Maintenant ils peuvent venir de Salem Brahimi
- 2015 : Waiting for you de Charles Garrad
- 2021 : Vertu.

#### Websérie
- 2022 : "50 boulevard Voltaire" film Long métrage de Brice Cauvain

#### À la télévision
- 2006 : Harkis d'Alain Tasma (téléfilm)
- 2010 : Boulevard du Palais (série télévisée), France 2
- 2011 : Interpol (série télévisée), TF1

## Théâtre
- 2010 : Race! de Marc Hoelsmoortel, mise en scène de Stéphane Bouvet (Comédie Saint Michel)  2019 La réunion des deux Corées de Joël Pommerat, mise en scène de Catherine Andréa

## Distinctions

### Récompenses
- 1992 : Grand prix du Festival du film d'humour de Chamrousse pour Un vampire au paradis
- 1992 : Grand prix du Festival international du film pour l'enfance et la jeunesse de Paris (FIFEJ)  pour Un vampire au paradis
- 1992 : Laure Marsac, meilleure comédienne au Festival international du film pour l'enfance et la jeunesse de Paris (FIFEJ)  pour Un vampire au paradis
- 1997 : Prix du meilleur film au All Africa Films Awards de Johannesburg pour La Nuit du destin
- 1997 : Prix du meilleur réalisateur au All Africa Films Awards de Johannesburg pour La Nuit du destin
- 1998 : Grand Prix de la Mostra de Valence du cinéma méditerranéen pour Les Sœurs Hamlet
- 1998 : Grand Prix du Festival Vues d’Afrique à Montréal pour Les Sœurs Hamlet
- 2003 : Golden Zénith au Festival des films du monde de Montréal pour Le Soleil assassiné
- 2003 : Prix Sebastian au Festival international du Film de San Sebastian pour Le Soleil assassiné
- 2010 : Tanit d'or du public aux Journées cinématographiques de Carthage pour Le Voyage à Alger
- 2011 : Meilleur scénario (Abdelkrim Bahloul et Neila Chekkat) pour Le Voyage à Alger au FESPACO 2011
- 2011 : Meilleure actrice (Samia Meziane) pour Le Voyage à Alger au FESPACO 2011
- 2011 : Grand Prix Radio Canada au Festival Vues d'Afrique à Montréal pour Le Voyage à Alger
- 2022 : Grand Prix du Festival maghrébin du film Oujda  pour Jennia (catégorie long métrage).

### Sélections
- 1984 : Festival de Cannes, sélection Perspectives du cinéma français pour Le Thé à la menthe[1]
- 2004 : Mostra de Venise, sélection dans la section Contre-courant pour Le Soleil assassiné